# Рипіда

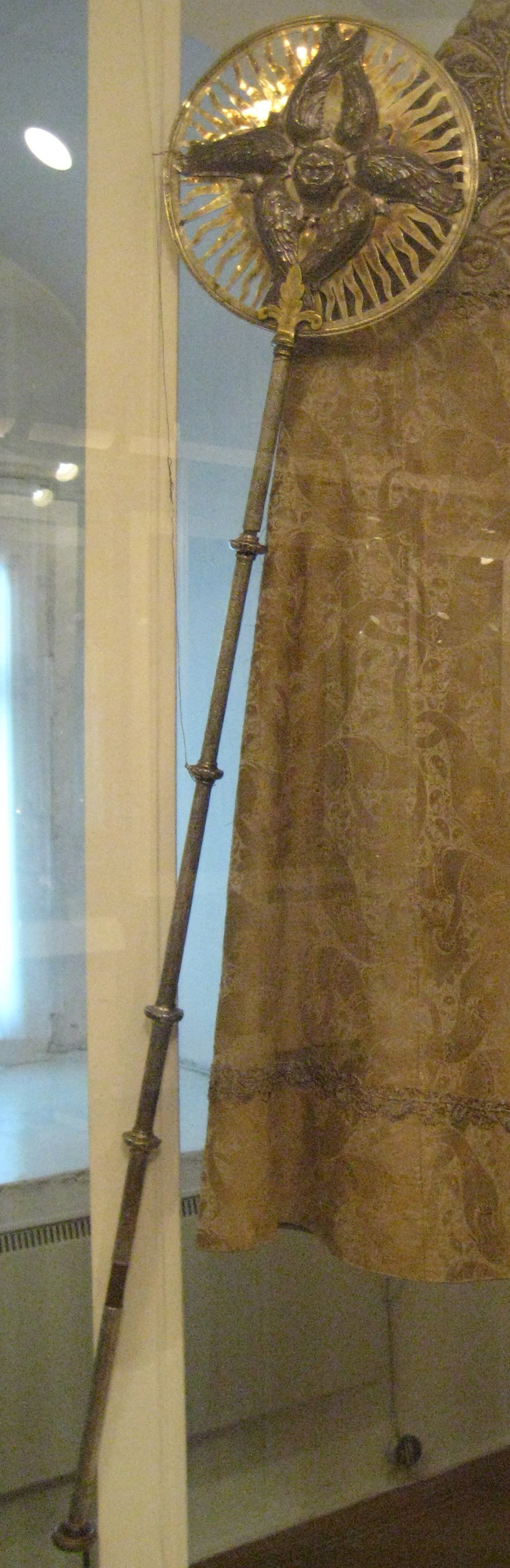
Рипіда, XIX століття, Псковський музей

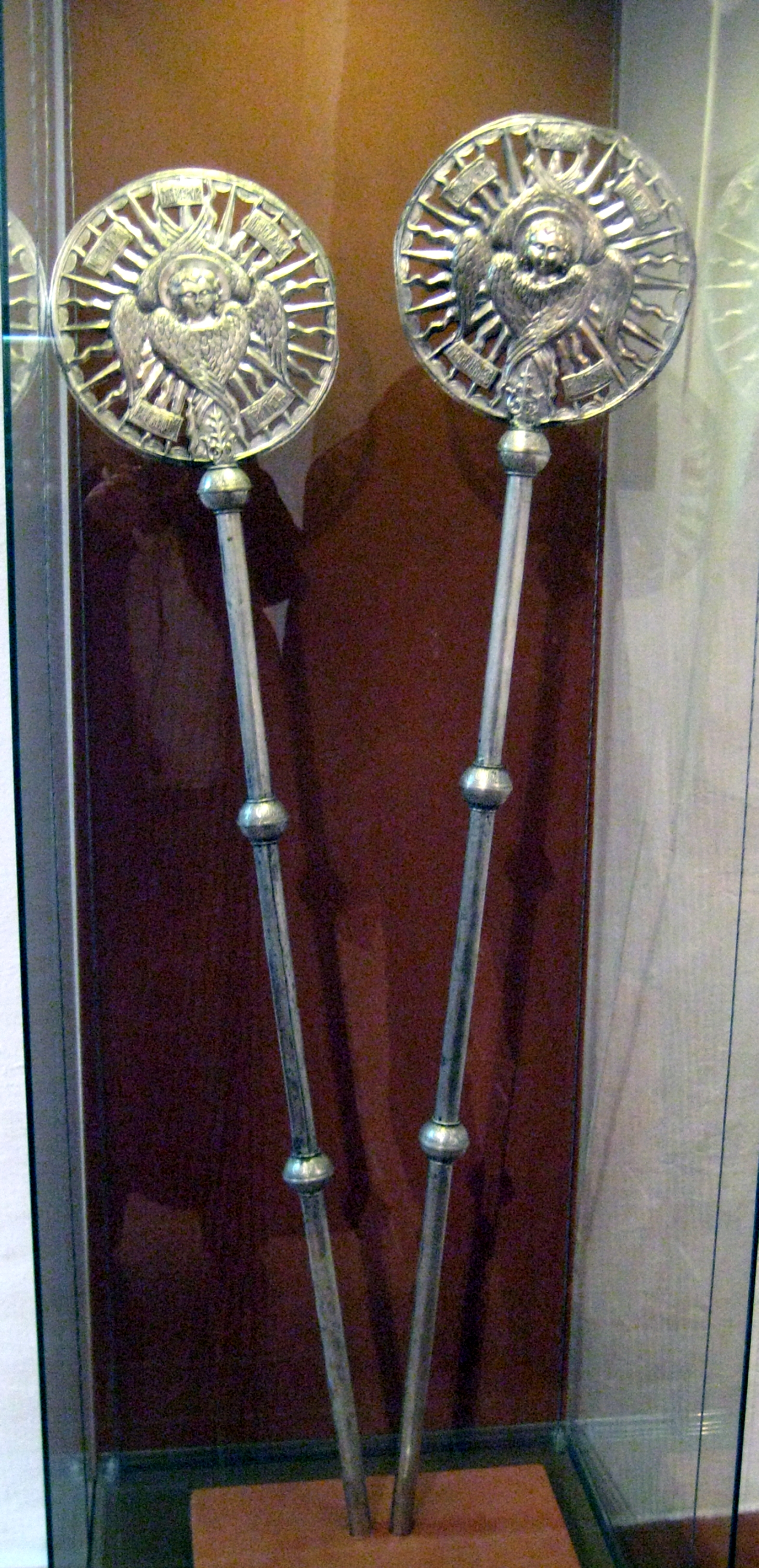
Рипіди, Кирило-Білозерський монастир

Рипі́да (грец. ριπιδιον — «опахало, віяло») — в Православній церкві богослужбове начиння, своєрідне літургійне віяло у вигляді металевого або дерев'яного круга, ромба або зірки на довгім руків'ї. На рипідах також зображують херувимів.
Рипіди застосовувались при здійсненні таїнства Євхаристії з найдавніших часів. Раніше вони робилися з павиного пір'я. І використовувалися для оберігання святих дарів від комах. Але великі й громіздкі рипіди незручні для цієї функції, для цього відповіднішими є малі покрівці. 
В літургійних вказівках кажуть, що два диякони повинні тримати їх з обох сторін престолу. За формою рипіди бувають круглими, квадратними, зіркоподібними. У Російській Православній Церкві з часу прийняття християнства рипіди робилися металевими, із зображенням серафимів. Рипідами осіняють дискос та потир на Великому Вході за літургією, їх виносять в уставних місцях архієрейської служби, в Хресних ходах, за участю єпископа, і в інших важливих випадках. Рипідами осяяна труна покійного архієрея.
Тепер віяння рипідами має символічне значення, воно зображує присутність Небесних Сил при здійсненні таїнства святого Причастя.